# Vuelta a la Comunidad Valenciana 2017
La 68.ª edición de la Vuelta a la Comunidad Valenciana, fue una carrera de ciclismo en ruta por etapas que se celebró entre el 1 y el 5 de febrero de 2017 en España sobre un recorrido de 610,7 km.
La carrera hizo parte del UCI Europe Tour 2017, dentro de la categoría UCI 2.1.
La carrera fue ganada por el corredor colombiano Nairo Quintana del equipo Movistar Team, en segundo lugar Ben Hermans (BMC Racing Team) y en tercer lugar Manuel Senni (BMC Racing Team).

## Equipos participantes
Tomaron parte en la carrera 25 equipos. 12 de categoría UCI ProTeam; 7 de categoría Profesional Continental; 5 de categoría Continental y el equipo nacional de España.
| WorldTeams (12)- Movistar Team - Sky - BMC Racing Team - Orica-Scott - Quick-Step Floors - Cannondale-Drapac - Astana - Dimension Data - Lotto NL-Jumbo - AG2R La Mondiale - Katusha-Alpecin - FDJ Equipos continentales profesionales (7)- Caja Rural-Seguros RGA - CCC Sprandi Polkowice - Cofidis, Solutions Crédits - Direct Énergie - Israel Cycling Academy - Gazprom-RusVelo - Roompot-Nederlandse Loterij Equipos continentales (5)- Burgos-BH - Euskadi Basque Country-Murias - Inteja-Dominican - Team Ukyo - W52-FC Porto Equipo nacional- España |
| |

## Etapas
| Etapa     | Fecha    | Recorrido                    | type                     | Distancia (km) | Ganador         | Líder             |
| --------- | -------- | ---------------------------- | ------------------------ | -------------- | --------------- | ----------------- |
| 1.ª etapa | 1 de feb | Orihuela – Orihuela          | contrarreloj por equipos | 37,9           | BMC Racing Team | Manuel Senni      |
| 2.ª etapa | 2 de feb | Alicante – Denia             | etapa escarpada          | 180,6          | Tony Martin     | Greg Van Avermaet |
| 3.ª etapa | 3 de feb | Canals – Ribarroja del Turia | etapa llana              | 161            | Magnus Cort     | Greg Van Avermaet |
| 4.ª etapa | 4 de feb | Segorbe – Lucena del Cid     | etapa de montaña         | 180            | Nairo Quintana  | Nairo Quintana    |
| 5.ª etapa | 5 de feb | Paterna – Valencia           | etapa llana              | 51,2           | Bryan Coquard   | Nairo Quintana    |

### 1ª etapa
| \| Clasificación de la etapa \| Clasificación de la etapa \| Clasificación de la etapa \| Clasificación de la etapa \| Clasificación de la etapa \| Clasificación de la etapa \| \| Equipo \| Equipo \| Tiempo \| Diferencia \| Promedio \| \| \| ------------------------- \| ------------------------- \| ------------------------- \| ------------------------- \| ------------------------- \| ------------------------- \| \| 1.º \| BMC Racing Team \| 43 min 17 s \| 43 min 17 s \| 52.538 km/h \| \| \| 2.º \| Sky \| 43 min 38 s \| + 21 s \| 52.116 km/h \| \| \| 3.º \| Quick-Step Floors \| 44 min 06 s \| + 49 s \| 51.565 km/h \| \| \| 4.º \| Movistar Team \| 44 min 19 s \| + 1 min 02 s \| 51.313 km/h \| \| \| 5.º \| Lotto NL-Jumbo \| 44 min 29 s \| + 1 min 12 s \| 51.101 km/h \| \| \| 6.º \| Astana \| 44 min 33 s \| + 1 min 16 s \| 51.044 km/h \| \| \| 7.º \| FDJ \| 44 min 47 s \| + 1 min 30 s \| 50.778 km/h \| \| \| 8.º \| Katusha-Alpecin \| 45 min 09 s \| + 1 min 52 s \| 50.365 km/h \| \| \| 9.º \| Cannondale-Drapac \| 45 min 14 s \| + 1 min 57 s \| 50.273 km/h \| \| \| 10.º \| Orica-Scott \| 45 min 17 s \| + 2 min 00 s \| 50.217 km/h \| \| |                   |             |              |             |
| |                   |             |              |             |
| Fuente: ProCyclingStats |                   |             |              |             |
| Clasificación de la etapa |                   |             |              |             |
| Equipo | Equipo            | Tiempo      | Diferencia   | Promedio    |
| 1.º | BMC Racing Team   | 43 min 17 s | 43 min 17 s  | 52.538 km/h |
| 2.º | Sky               | 43 min 38 s | + 21 s       | 52.116 km/h |
| 3.º | Quick-Step Floors | 44 min 06 s | + 49 s       | 51.565 km/h |
| 4.º | Movistar Team     | 44 min 19 s | + 1 min 02 s | 51.313 km/h |
| 5.º | Lotto NL-Jumbo    | 44 min 29 s | + 1 min 12 s | 51.101 km/h |
| 6.º | Astana            | 44 min 33 s | + 1 min 16 s | 51.044 km/h |
| 7.º | FDJ               | 44 min 47 s | + 1 min 30 s | 50.778 km/h |
| 8.º | Katusha-Alpecin   | 45 min 09 s | + 1 min 52 s | 50.365 km/h |
| 9.º | Cannondale-Drapac | 45 min 14 s | + 1 min 57 s | 50.273 km/h |
| 10.º | Orica-Scott       | 45 min 17 s | + 2 min 00 s | 50.217 km/h |

| \| Clasificación general \| Clasificación general \| Clasificación general \| Clasificación general \| Clasificación general \| \| Ciclista \| Ciclista \| Equipo \| Tiempo \| \| \| --------------------- \| --------------------- \| --------------------- \| --------------------- \| --------------------- \| \| 1.º \| Manuel Senni \| BMC Racing Team \| 43 min 17 s \| \| \| 2.º \| Michael Schär \| BMC Racing Team \| + 0 s \| \| \| 3.º \| Greg Van Avermaet \| BMC Racing Team \| + 0 s \| \| \| 4.º \| Nicolas Roche \| BMC Racing Team \| + 0 s \| \| \| 5.º \| Stefan Küng \| BMC Racing Team \| + 0 s \| \| \| 6.º \| Ben Hermans \| BMC Racing Team \| + 0 s \| \| \| 7.º \| Łukasz Wiśniowski \| Team Sky \| + 21 s \| \| \| 8.º \| Philip Deignan \| Team Sky \| + 21 s \| \| \| 9.º \| Michał Kwiatkowski \| Team Sky \| + 21 s \| \| \| 10.º \| Wout Poels \| Team Sky \| + 21 s \| \| |                    |                 |             |
| |                    |                 |             |
| Fuente: ProCyclingStats |                    |                 |             |
| Clasificación general |                    |                 |             |
| Ciclista | Ciclista           | Equipo          | Tiempo      |
| 1.º | Manuel Senni       | BMC Racing Team | 43 min 17 s |
| 2.º | Michael Schär      | BMC Racing Team | + 0 s       |
| 3.º | Greg Van Avermaet  | BMC Racing Team | + 0 s       |
| 4.º | Nicolas Roche      | BMC Racing Team | + 0 s       |
| 5.º | Stefan Küng        | BMC Racing Team | + 0 s       |
| 6.º | Ben Hermans        | BMC Racing Team | + 0 s       |
| 7.º | Łukasz Wiśniowski  | Team Sky        | + 21 s      |
| 8.º | Philip Deignan     | Team Sky        | + 21 s      |
| 9.º | Michał Kwiatkowski | Team Sky        | + 21 s      |
| 10.º | Wout Poels         | Team Sky        | + 21 s      |

### 2ª etapa
| \| Clasificación de la etapa \| Clasificación de la etapa \| Clasificación de la etapa \| Clasificación de la etapa \| Clasificación de la etapa \| \| Ciclista \| Ciclista \| Equipo \| Tiempo \| \| \| ------------------------- \| ------------------------- \| --------------------------- \| ------------------------- \| ------------------------- \| \| 1.º \| Tony Martin \| Katusha-Alpecin \| 4 h 44 min 35 s \| \| \| 2.º \| Pim Ligthart \| Roompot-Nederlandse Loterij \| + 11 s \| \| \| 3.º \| Primož Roglič \| LottoNL-Jumbo \| + 11 s \| \| \| 4.º \| David de la Cruz \| Quick-Step Floors \| + 11 s \| \| \| 5.º \| Michele Scarponi \| Astana \| + 11 s \| \| \| 6.º \| Amaro Antunes \| W52-FC Porto \| DES \| \| \| 7.º \| Nairo Quintana \| Movistar Team \| + 11 s \| \| \| 8.º \| Greg Van Avermaet \| BMC Racing Team \| + 19 s \| \| \| 9.º \| Philippe Gilbert \| Quick-Step Floors \| + 19 s \| \| \| 10.º \| Kristian Sbaragli \| Dimension Data \| + 19 s \| \| |                   |                             |                 |
| |                   |                             |                 |
| Fuente: ProCyclingStats |                   |                             |                 |
| Clasificación de la etapa |                   |                             |                 |
| Ciclista | Ciclista          | Equipo                      | Tiempo          |
| 1.º | Tony Martin       | Katusha-Alpecin             | 4 h 44 min 35 s |
| 2.º | Pim Ligthart      | Roompot-Nederlandse Loterij | + 11 s          |
| 3.º | Primož Roglič     | LottoNL-Jumbo               | + 11 s          |
| 4.º | David de la Cruz  | Quick-Step Floors           | + 11 s          |
| 5.º | Michele Scarponi  | Astana                      | + 11 s          |
| 6.º | Amaro Antunes     | W52-FC Porto                | DES             |
| 7.º | Nairo Quintana    | Movistar Team               | + 11 s          |
| 8.º | Greg Van Avermaet | BMC Racing Team             | + 19 s          |
| 9.º | Philippe Gilbert  | Quick-Step Floors           | + 19 s          |
| 10.º | Kristian Sbaragli | Dimension Data              | + 19 s          |

| \| Clasificación general \| Clasificación general \| Clasificación general \| Clasificación general \| Clasificación general \| \| Ciclista \| Ciclista \| Equipo \| Tiempo \| \| \| --------------------- \| --------------------- \| --------------------- \| --------------------- \| --------------------- \| \| 1.º \| Greg Van Avermaet \| BMC Racing Team \| 5 h 28 min 11 s \| \| \| 2.º \| Manuel Senni \| BMC Racing Team \| + 0 s \| \| \| 3.º \| Ben Hermans \| BMC Racing Team \| + 0 s \| \| \| 4.º \| David López García \| Team Sky \| + 21 s \| \| \| 5.º \| Nicolas Roche \| BMC Racing Team \| + 37 s \| \| \| 6.º \| David de la Cruz \| Quick-Step Floors \| + 41 s \| \| \| 7.º \| Philippe Gilbert \| Quick-Step Floors \| + 49 s \| \| \| 8.º \| Zdeněk Štybar \| Quick-Step Floors \| + 49 s \| \| \| 9.º \| Daniel Martin \| Quick-Step Floors \| + 49 s \| \| \| 10.º \| Nairo Quintana \| Movistar Team \| + 54 s \| \| |                    |                   |                 |
| |                    |                   |                 |
| Fuente: ProCyclingStats |                    |                   |                 |
| Clasificación general |                    |                   |                 |
| Ciclista | Ciclista           | Equipo            | Tiempo          |
| 1.º | Greg Van Avermaet  | BMC Racing Team   | 5 h 28 min 11 s |
| 2.º | Manuel Senni       | BMC Racing Team   | + 0 s           |
| 3.º | Ben Hermans        | BMC Racing Team   | + 0 s           |
| 4.º | David López García | Team Sky          | + 21 s          |
| 5.º | Nicolas Roche      | BMC Racing Team   | + 37 s          |
| 6.º | David de la Cruz   | Quick-Step Floors | + 41 s          |
| 7.º | Philippe Gilbert   | Quick-Step Floors | + 49 s          |
| 8.º | Zdeněk Štybar      | Quick-Step Floors | + 49 s          |
| 9.º | Daniel Martin      | Quick-Step Floors | + 49 s          |
| 10.º | Nairo Quintana     | Movistar Team     | + 54 s          |

### 3ª etapa
| \| Clasificación de la etapa \| Clasificación de la etapa \| Clasificación de la etapa \| Clasificación de la etapa \| Clasificación de la etapa \| \| Ciclista \| Ciclista \| Equipo \| Tiempo \| \| \| ------------------------- \| ------------------------- \| -------------------------- \| ------------------------- \| ------------------------- \| \| 1.º \| Magnus Cort \| Orica-Scott \| 3 h 49 min 02 s \| \| \| 2.º \| Nacer Bouhanni \| Cofidis, Solutions Crédits \| + 0 s \| \| \| 3.º \| Bryan Coquard \| Direct Énergie \| + 0 s \| \| \| 4.º \| Yves Lampaert \| Quick-Step Floors \| + 0 s \| \| \| 5.º \| Enrique Sanz \| España \| + 0 s \| \| \| 6.º \| Samuel Caldeira \| W52-FC Porto \| + 0 s \| \| \| 7.º \| Oliver Naesen \| AG2R La Mondiale \| + 0 s \| \| \| 8.º \| Zakkari Dempster \| Israel Cycling Academy \| + 0 s \| \| \| 9.º \| Greg Van Avermaet \| BMC Racing Team \| + 0 s \| \| \| 10.º \| Viacheslav Kuznetsov \| Katusha-Alpecin \| + 0 s \| \| |                      |                            |                 |
| |                      |                            |                 |
| Fuente: ProCyclingStats |                      |                            |                 |
| Clasificación de la etapa |                      |                            |                 |
| Ciclista | Ciclista             | Equipo                     | Tiempo          |
| 1.º | Magnus Cort          | Orica-Scott                | 3 h 49 min 02 s |
| 2.º | Nacer Bouhanni       | Cofidis, Solutions Crédits | + 0 s           |
| 3.º | Bryan Coquard        | Direct Énergie             | + 0 s           |
| 4.º | Yves Lampaert        | Quick-Step Floors          | + 0 s           |
| 5.º | Enrique Sanz         | España                     | + 0 s           |
| 6.º | Samuel Caldeira      | W52-FC Porto               | + 0 s           |
| 7.º | Oliver Naesen        | AG2R La Mondiale           | + 0 s           |
| 8.º | Zakkari Dempster     | Israel Cycling Academy     | + 0 s           |
| 9.º | Greg Van Avermaet    | BMC Racing Team            | + 0 s           |
| 10.º | Viacheslav Kuznetsov | Katusha-Alpecin            | + 0 s           |

| \| Clasificación general \| Clasificación general \| Clasificación general \| Clasificación general \| Clasificación general \| \| Ciclista \| Ciclista \| Equipo \| Tiempo \| \| \| --------------------- \| --------------------- \| --------------------- \| --------------------- \| --------------------- \| \| 1.º \| Greg Van Avermaet \| BMC Racing Team \| 9 h 17 min 13 s \| \| \| 2.º \| Ben Hermans \| BMC Racing Team \| + 0 s \| \| \| 3.º \| Manuel Senni \| BMC Racing Team \| + 7 s \| \| \| 4.º \| David López García \| Team Sky \| + 28 s \| \| \| 5.º \| Nicolas Roche \| BMC Racing Team \| + 44 s \| \| \| 6.º \| David de la Cruz \| Quick-Step Floors \| + 48 s \| \| \| 7.º \| Zdeněk Štybar \| Quick-Step Floors \| + 49 s \| \| \| 8.º \| Philippe Gilbert \| Quick-Step Floors \| + 49 s \| \| \| 9.º \| Nairo Quintana \| Movistar Team \| + 54 s \| \| \| 10.º \| Daniel Martin \| Quick-Step Floors \| + 56 s \| \| |                    |                   |                 |
| |                    |                   |                 |
| Fuente: ProCyclingStats |                    |                   |                 |
| Clasificación general |                    |                   |                 |
| Ciclista | Ciclista           | Equipo            | Tiempo          |
| 1.º | Greg Van Avermaet  | BMC Racing Team   | 9 h 17 min 13 s |
| 2.º | Ben Hermans        | BMC Racing Team   | + 0 s           |
| 3.º | Manuel Senni       | BMC Racing Team   | + 7 s           |
| 4.º | David López García | Team Sky          | + 28 s          |
| 5.º | Nicolas Roche      | BMC Racing Team   | + 44 s          |
| 6.º | David de la Cruz   | Quick-Step Floors | + 48 s          |
| 7.º | Zdeněk Štybar      | Quick-Step Floors | + 49 s          |
| 8.º | Philippe Gilbert   | Quick-Step Floors | + 49 s          |
| 9.º | Nairo Quintana     | Movistar Team     | + 54 s          |
| 10.º | Daniel Martin      | Quick-Step Floors | + 56 s          |

### 4ª etapa
| \| Clasificación de la etapa \| Clasificación de la etapa \| Clasificación de la etapa \| Clasificación de la etapa \| Clasificación de la etapa \| \| Ciclista \| Ciclista \| Equipo \| Tiempo \| \| \| ------------------------- \| ------------------------- \| ------------------------- \| ------------------------- \| ------------------------- \| \| 1.º \| Nairo Quintana \| Movistar Team \| 5 h 02 min 19 s \| \| \| 2.º \| Merhawi Kudus \| Dimension Data \| + 40 s \| \| \| 3.º \| Amaro Antunes \| W52-FC Porto \| DES \| \| \| 4.º \| Wout Poels \| Team Sky \| + 48 s \| \| \| 5.º \| Primož Roglič \| LottoNL-Jumbo \| + 57 s \| \| \| 6.º \| Daniel Martin \| Quick-Step Floors \| + 1 min 07 s \| \| \| 7.º \| Ben Hermans \| BMC Racing Team \| + 1 min 07 s \| \| \| 8.º \| Steven Kruijswijk \| LottoNL-Jumbo \| + 1 min 10 s \| \| \| 9.º \| Jakob Fuglsang \| Astana \| + 1 min 13 s \| \| \| 10.º \| Davide Formolo \| Cannondale-Drapac \| + 1 min 17 s \| \| |                   |                   |                 |
| |                   |                   |                 |
| Fuente: ProCyclingStats |                   |                   |                 |
| Clasificación de la etapa |                   |                   |                 |
| Ciclista | Ciclista          | Equipo            | Tiempo          |
| 1.º | Nairo Quintana    | Movistar Team     | 5 h 02 min 19 s |
| 2.º | Merhawi Kudus     | Dimension Data    | + 40 s          |
| 3.º | Amaro Antunes     | W52-FC Porto      | DES             |
| 4.º | Wout Poels        | Team Sky          | + 48 s          |
| 5.º | Primož Roglič     | LottoNL-Jumbo     | + 57 s          |
| 6.º | Daniel Martin     | Quick-Step Floors | + 1 min 07 s    |
| 7.º | Ben Hermans       | BMC Racing Team   | + 1 min 07 s    |
| 8.º | Steven Kruijswijk | LottoNL-Jumbo     | + 1 min 10 s    |
| 9.º | Jakob Fuglsang    | Astana            | + 1 min 13 s    |
| 10.º | Davide Formolo    | Cannondale-Drapac | + 1 min 17 s    |

| \| Clasificación general \| Clasificación general \| Clasificación general \| Clasificación general \| Clasificación general \| \| Ciclista \| Ciclista \| Equipo \| Tiempo \| \| \| --------------------- \| --------------------- \| --------------------- \| --------------------- \| --------------------- \| \| 1.º \| Nairo Quintana \| Movistar Team \| 14 h 20 min 26 s \| \| \| 2.º \| Ben Hermans \| BMC Racing Team \| + 13 s \| \| \| 3.º \| Manuel Senni \| BMC Racing Team \| + 32 s \| \| \| 4.º \| Wout Poels \| Team Sky \| + 52 s \| \| \| 5.º \| Daniel Martin \| Quick-Step Floors \| + 1 min 09 s \| \| \| 6.º \| Jakob Fuglsang \| Astana \| + 1 min 42 s \| \| \| 7.º \| David de la Cruz \| Quick-Step Floors \| + 1 min 53 s \| \| \| 8.º \| Steven Kruijswijk \| LottoNL-Jumbo \| + 2 min 12 s \| \| \| 9.º \| Merhawi Kudus \| Dimension Data \| + 2 min 13 s \| \| \| 10.º \| Jonathan Castroviejo \| Movistar Team \| + 2 min 25 s \| \| |                      |                   |                  |
| |                      |                   |                  |
| Fuente: ProCyclingStats |                      |                   |                  |
| Clasificación general |                      |                   |                  |
| Ciclista | Ciclista             | Equipo            | Tiempo           |
| 1.º | Nairo Quintana       | Movistar Team     | 14 h 20 min 26 s |
| 2.º | Ben Hermans          | BMC Racing Team   | + 13 s           |
| 3.º | Manuel Senni         | BMC Racing Team   | + 32 s           |
| 4.º | Wout Poels           | Team Sky          | + 52 s           |
| 5.º | Daniel Martin        | Quick-Step Floors | + 1 min 09 s     |
| 6.º | Jakob Fuglsang       | Astana            | + 1 min 42 s     |
| 7.º | David de la Cruz     | Quick-Step Floors | + 1 min 53 s     |
| 8.º | Steven Kruijswijk    | LottoNL-Jumbo     | + 2 min 12 s     |
| 9.º | Merhawi Kudus        | Dimension Data    | + 2 min 13 s     |
| 10.º | Jonathan Castroviejo | Movistar Team     | + 2 min 25 s     |

### 5ª etapa
| \| Clasificación de la etapa \| Clasificación de la etapa \| Clasificación de la etapa \| Clasificación de la etapa \| Clasificación de la etapa \| \| Ciclista \| Ciclista \| Equipo \| Tiempo \| \| \| ------------------------- \| ------------------------- \| --------------------------- \| ------------------------- \| ------------------------- \| \| 1.º \| Bryan Coquard \| Direct Énergie \| 1 h 01 min 23 s \| \| \| 2.º \| Nacer Bouhanni \| Cofidis, Solutions Crédits \| + 0 s \| \| \| 3.º \| Coen Vermeltfoort \| Roompot-Nederlandse Loterij \| + 0 s \| \| \| 4.º \| Yves Lampaert \| Quick-Step Floors \| + 0 s \| \| \| 5.º \| Iljo Keisse \| Quick-Step Floors \| + 0 s \| \| \| 6.º \| Viacheslav Kuznetsov \| Katusha-Alpecin \| + 0 s \| \| \| 7.º \| Magnus Cort \| Orica-Scott \| + 0 s \| \| \| 8.º \| Guillaume Boivin \| Israel Cycling Academy \| + 0 s \| \| \| 9.º \| Enrique Sanz \| España \| + 0 s \| \| \| 10.º \| Kristian Sbaragli \| Dimension Data \| + 0 s \| \| |                      |                             |                 |
| |                      |                             |                 |
| Fuente: ProCyclingStats |                      |                             |                 |
| Clasificación de la etapa |                      |                             |                 |
| Ciclista | Ciclista             | Equipo                      | Tiempo          |
| 1.º | Bryan Coquard        | Direct Énergie              | 1 h 01 min 23 s |
| 2.º | Nacer Bouhanni       | Cofidis, Solutions Crédits  | + 0 s           |
| 3.º | Coen Vermeltfoort    | Roompot-Nederlandse Loterij | + 0 s           |
| 4.º | Yves Lampaert        | Quick-Step Floors           | + 0 s           |
| 5.º | Iljo Keisse          | Quick-Step Floors           | + 0 s           |
| 6.º | Viacheslav Kuznetsov | Katusha-Alpecin             | + 0 s           |
| 7.º | Magnus Cort          | Orica-Scott                 | + 0 s           |
| 8.º | Guillaume Boivin     | Israel Cycling Academy      | + 0 s           |
| 9.º | Enrique Sanz         | España                      | + 0 s           |
| 10.º | Kristian Sbaragli    | Dimension Data              | + 0 s           |

| \| Clasificación general \| Clasificación general \| Clasificación general \| Clasificación general \| Clasificación general \| \| Ciclista \| Ciclista \| Equipo \| Tiempo \| \| \| --------------------- \| --------------------- \| --------------------- \| --------------------- \| --------------------- \| \| 1.º \| Nairo Quintana \| Movistar Team \| 15 h 21 min 49 s \| \| \| 2.º \| Ben Hermans \| BMC Racing Team \| + 13 s \| \| \| 3.º \| Manuel Senni \| BMC Racing Team \| + 32 s \| \| \| 4.º \| Wout Poels \| Team Sky \| + 52 s \| \| \| 5.º \| Daniel Martin \| Quick-Step Floors \| + 1 min 09 s \| \| \| 6.º \| Jakob Fuglsang \| Astana \| + 1 min 42 s \| \| \| 7.º \| David de la Cruz \| Quick-Step Floors \| + 1 min 53 s \| \| \| 8.º \| Steven Kruijswijk \| LottoNL-Jumbo \| + 2 min 12 s \| \| \| 9.º \| Merhawi Kudus \| Dimension Data \| + 2 min 13 s \| \| \| 10.º \| Jonathan Castroviejo \| Movistar Team \| + 2 min 25 s \| \| |                      |                   |                  |
| |                      |                   |                  |
| Fuentes: ProCyclingStats Cycling Quotient Cycling Archives |                      |                   |                  |
| Clasificación general |                      |                   |                  |
| Ciclista | Ciclista             | Equipo            | Tiempo           |
| 1.º | Nairo Quintana       | Movistar Team     | 15 h 21 min 49 s |
| 2.º | Ben Hermans          | BMC Racing Team   | + 13 s           |
| 3.º | Manuel Senni         | BMC Racing Team   | + 32 s           |
| 4.º | Wout Poels           | Team Sky          | + 52 s           |
| 5.º | Daniel Martin        | Quick-Step Floors | + 1 min 09 s     |
| 6.º | Jakob Fuglsang       | Astana            | + 1 min 42 s     |
| 7.º | David de la Cruz     | Quick-Step Floors | + 1 min 53 s     |
| 8.º | Steven Kruijswijk    | LottoNL-Jumbo     | + 2 min 12 s     |
| 9.º | Merhawi Kudus        | Dimension Data    | + 2 min 13 s     |
| 10.º | Jonathan Castroviejo | Movistar Team     | + 2 min 25 s     |

## Clasificaciones finales
- Las clasificaciones finalizaron de la siguiente forma:[4]

### Clasificación general
| \| Clasificación general \| Clasificación general \| Clasificación general \| Clasificación general \| Clasificación general \| \| Ciclista \| Ciclista \| Equipo \| Tiempo \| \| \| --------------------- \| --------------------- \| --------------------- \| --------------------- \| --------------------- \| \| 1.º \| Nairo Quintana \| Movistar Team \| 15 h 21 min 49 s \| \| \| 2.º \| Ben Hermans \| BMC Racing Team \| + 13 s \| \| \| 3.º \| Manuel Senni \| BMC Racing Team \| + 32 s \| \| \| 4.º \| Wout Poels \| Team Sky \| + 52 s \| \| \| 5.º \| Daniel Martin \| Quick-Step Floors \| + 1 min 09 s \| \| \| 6.º \| Jakob Fuglsang \| Astana \| + 1 min 42 s \| \| \| 7.º \| David de la Cruz \| Quick-Step Floors \| + 1 min 53 s \| \| \| 8.º \| Steven Kruijswijk \| LottoNL-Jumbo \| + 2 min 12 s \| \| \| 9.º \| Merhawi Kudus \| Dimension Data \| + 2 min 13 s \| \| \| 10.º \| Jonathan Castroviejo \| Movistar Team \| + 2 min 25 s \| \| |                      |                   |                  |
| |                      |                   |                  |
| Fuentes: ProCyclingStats Cycling Quotient Cycling Archives |                      |                   |                  |
| Clasificación general |                      |                   |                  |
| Ciclista | Ciclista             | Equipo            | Tiempo           |
| 1.º | Nairo Quintana       | Movistar Team     | 15 h 21 min 49 s |
| 2.º | Ben Hermans          | BMC Racing Team   | + 13 s           |
| 3.º | Manuel Senni         | BMC Racing Team   | + 32 s           |
| 4.º | Wout Poels           | Team Sky          | + 52 s           |
| 5.º | Daniel Martin        | Quick-Step Floors | + 1 min 09 s     |
| 6.º | Jakob Fuglsang       | Astana            | + 1 min 42 s     |
| 7.º | David de la Cruz     | Quick-Step Floors | + 1 min 53 s     |
| 8.º | Steven Kruijswijk    | LottoNL-Jumbo     | + 2 min 12 s     |
| 9.º | Merhawi Kudus        | Dimension Data    | + 2 min 13 s     |
| 10.º | Jonathan Castroviejo | Movistar Team     | + 2 min 25 s     |

## Evolución de las clasificaciones
| Etapa (Vencedor)          | Clasificación general | Clasificación de las metas volantes | Clasificación de la montaña | Clasificación de la combinada | Clasificación de los jóvenes | Clasificación por equipos |
| ------------------------- | --------------------- | ----------------------------------- | --------------------------- | ----------------------------- | ---------------------------- | ------------------------- |
| 1ª etapa (BMC Racing)     | Manuel Senni          | no se entregó                       | Michał Kwiatkowski          | Michał Kwiatkowski            | Manuel Senni                 | BMC Racing                |
| 2ª etapa (Tony Martin)    | Greg Van Avermaet     | Cyril Gautier                       | Johann Van Zyl              | Cyril Gautier                 | Manuel Senni                 | BMC Racing                |
| 3ª etapa (Magnus Cort)    | Greg Van Avermaet     | Cyril Gautier                       | Johann Van Zyl              | Cyril Gautier                 | Manuel Senni                 | BMC Racing                |
| 4ª etapa (Nairo Quintana) | Nairo Quintana        | Cyril Gautier                       | Cyril Gautier               | Philippe Gilbert              | Manuel Senni                 | Movistar                  |
| 5ª etapa (Bryan Coquard)  | Nairo Quintana        | Cyril Gautier                       | Cyril Gautier               | Philippe Gilbert              | Manuel Senni                 | Movistar                  |
| Final                     | Nairo Quintana        | Cyril Gautier                       | Cyril Gautier               | Philippe Gilbert              | Manuel Senni                 | Movistar                  |

## UCI World Ranking
La Vuelta a la Comunidad Valenciana otorga puntos para el UCI Europe Tour 2017 y el UCI World Ranking, este último para corredores de los equipos en las categorías UCI ProTeam, Profesional Continental y Equipos Continentales. Las siguientes tablas son el baremo de puntuación y los corredores que obtuvieron puntos:
| Posición              | 1.ª | 2.ª | 3.ª | 4.ª | 5.ª | 6.ª | 7.ª | 8.ª | 9.ª | 10.ª |
| Clasificación general | 125 | 85  | 70  | 60  | 50  | 40  | 35  | 30  | 25  | 20   |
| Por etapa             | 14  | 5   | 3   |     |     |     |     |     |     |      |
| Líder                 | 3   |     |     |     |     |     |     |     |     |      |

| Clasificación | Clasificación        | Clasificación      | Clasificación | Clasificación | Clasificación | Clasificación |
| Posición      | Ciclista             | Equipo             | General       | Etapa         | Líder         | Total         |
| ------------- | -------------------- | ------------------ | ------------- | ------------- | ------------- | ------------- |
| 1.º           | Nairo Quintana       | Movistar Team      | 125           | 14            | 3             | 142           |
| 2.º           | Ben Hermans          | BMC Racing Team    | 85            | -             | -             | 85            |
| 3.º           | Manuel Senni         | BMC Racing Team    | 70            | -             | 3             | 73            |
| 4.º           | Wout Poels           | Team Sky           | 60            | -             | -             | 60            |
| 5.º           | Daniel Martin        | Quick-Step Floors  | 50            | -             | -             | 50            |
| 6.º           | Jakob Fuglsang       | Astana Pro Team    | 40            | -             | -             | 40            |
| 7.º           | David de la Cruz     | Quick-Step Floors  | 35            | -             | -             | 35            |
| 8.º           | Steven Kruijswijk    | Team LottoNL-Jumbo | 30            | -             | -             | 30            |
| 9.º           | Merhawi Kudus        | Dimension Data     | 25            | 5             | -             | 30            |
| 10.º          | Jonathan Castroviejo | Movistar Team      | 20            | -             | -             | 20            |